# San Antonio de Areco (kommunhuvudort)
San Antonio de Areco är en kommunhuvudort i Argentina.   Den ligger i provinsen Buenos Aires, i den centrala delen av landet, 110 km väster om huvudstaden Buenos Aires. San Antonio de Areco ligger 33 meter över havet och antalet invånare är 21 333.
Terrängen runt San Antonio de Areco är mycket platt. Det finns inga andra samhällen i närheten.
Trakten runt San Antonio de Areco består till största delen av jordbruksmark. Runt San Antonio de Areco är det ganska glesbefolkat, med 26 invånare per kvadratkilometer.